# Siledžije
Siledžije su crossover / rapcore skupina iz Ljubuškog.

## Članovi
Skupina je nastala 2009. godine u Ljubuškom. Sastav čine:
- Gordan Džajo - vokal
- Sile Nuić - gitara
- Bernard Brkić - bubnjevi
- Josip Paradžik - klavijature

## Povijest sastava
Četveročlana skupina iz Ljubuškog u Hercegovini s djelovanjem je započela 2009. godine. Svoj glazbeni pravac definiraju različitm glazbenim ukusima članova banda, koji se protežu od hip-hopa, funk rocka, punka, te elemenata elektroničke glazbe.
Nakon pola godine zajedničkog rada objavili su prvi singl Forrest Gump, s kojim odlaze na festival Jaeger Music Night 2010., na kojem kasnije pobjeđuju. Pobjedu bilježe i na festivalu F.A.R.S.A. 2011., te na 9. West Herzegovina Festu. Kroz cijelo vrijeme aktivno nastupaju na festivalima u BiH i Hrvatskoj.
Prvi studijski album, pod nazivom Dom za nezabrinutu djecu objavili su 2012. Album je objavljen pod izdavačkom kućom Ekipa iz Sarajeva koja ga izdaje u BiH, a u Hrvatskoj izlazi pod nezavisnom kućom Slušaj najglasnije. Album je sniman u studiju Skirlibaba u Sarajevu pod producentskom palicom Brane Jakubovića, a kao gosti na albumu se pojavljuju mostarski pjesnik Veselin Gatalo, te hrvatski reper Kandžija.

## Diskografija
- 2012. Dom za nezabrinutu djecu (Ekipa / Slušaj najglasnije)

## Vanjske poveznice
- Službene stranice  Arhivirana inačica izvorne stranice od 22. lipnja 2012. (Wayback Machine)

- MySpace
- YouTube
- Facebook